# Margaritopsis chaenotricha
Margaritopsis chaenotricha är en måreväxtart som först beskrevs av Dc., och fick sitt nu gällande namn av Charlotte M. Taylor. Margaritopsis chaenotricha ingår i släktet Margaritopsis och familjen måreväxter. Inga underarter finns listade i Catalogue of Life.